# Concordia, Sinaloa
Concordia, Sinaloa là thành phố ở bang Sinaloa, México.
Theo nhiều tác phẩm xuất bản, được viết bởi nhà sử học quốc tế công nhận, thì thuyền trưởng Francisco de Ibarra (nhà thám hiểm Tây Ban Nha) là người đã chinh phục Nueva Vizcaya, là người sáng lập của thành phố San Sebastian, ngày nay là thành phố Concordia Sinaloa vào ngày 20 tháng 1, năm 1565 và phát hiện quặng Pánuco  (Sinaloa). Trong thời kỳ thuộc địa và cho đến những năm đầu của Mexico độc lập, tên gọi vẫn là Villa de San Sebastián.